# Liste der Baudenkmäler in Welden
Auf dieser Seite sind die Baudenkmäler in dem schwäbischen Markt Welden zusammengestellt. Diese Tabelle ist eine Teilliste der Liste der Baudenkmäler in Bayern. Grundlage ist die Bayerische Denkmalliste, die auf Basis des Bayerischen Denkmalschutzgesetzes vom 1. Oktober 1973 erstmals erstellt wurde und seither durch das Bayerische Landesamt für Denkmalpflege geführt wird. Die folgenden Angaben ersetzen nicht die rechtsverbindliche Auskunft der Denkmalschutzbehörde.

## Baudenkmäler nach Gemeindeteilen

### Welden
| Lage                                                | Objekt                                          | Beschreibung | Akten-Nr.     | Bild                   |
| --------------------------------------------------- | ----------------------------------------------- | --- | ------------- | ---------------------- |
| Am Totenweg (Standort)                              | Katholische Friedhofskapelle Vierzehn Nothelfer | ehemaliger Chor einer Kirche, jetzt kath. Friedhofskapelle zu den Vierzehn Nothelfern, Saalbau mit Dachreiter, um 1495, Dachreiter 1778; mit Ausstattung                                                                     | D-7-72-216-10 | weitere Bilder         |
| Büschelstraße, südöstlich des Friedhofes (Standort) | Feldkapelle                                     | Rechteckbau mit Zeltdach, 18./19. Jahrhundert; südöstlich des Friedhofes. | D-7-72-216-11 | weitere Bilder         |
| Schloßhof 1 (Standort)                              | Ehemaliges Pflegerhaus                          | zweigeschossiger Satteldachbau mit zwei Giebelgesimsen, im Kern 18. Jahrhundert, erneuert. | D-7-72-216-3  | Ehemaliges Pflegerhaus |
| Theklasteig 4, 5 (Standort)                         | Katholische Votivkirche St. Thekla              | Saalbau mit eingezogenem Chor und westlichem Turm mit Haube, Rokokobau, von Johann Adam Dossenberger, 1756/57; mit Ausstattung                                                                                               | D-7-72-216-5  | weitere Bilder         |
| Uzstraße 1 (Standort)                               | Katholische Pfarrkirche Mariä Verkündigung      | Saalbau mit eingezogenem Chor und westlichem Turm mit Zwiebelhaube, barocker Langhausneubau von Joseph Schmuzer, 1731–33, Chor um 1495, Turmunterbau 13. Jahrhundert, Turmobergeschosse von Johann Off 1723; mit Ausstattung | D-7-72-216-6  | weitere Bilder         |
| Uzstraße 2 (Standort)                               | Gasthaus Bäckerwirt                             | ehemaliges Unteres Schloss, später Amtshaus, jetzt Gasthaus Bäckerwirt, zweigeschossiger Satteldachbau mit Schweifgiebel und Giebelgesimsen, um 1730, 1765 Umbau von Joseph Dossenberger d. J.                               | D-7-72-216-7  | weitere Bilder         |
| Uzstraße 4 (Standort)                               | Ehemaliges Bräuhaus                             | zweigeschossiger, hakenförmiger Walmdachbau, wohl von Joseph Dossenberger d. J., 1766. | D-7-72-216-8  | Ehemaliges Bräuhaus    |

### Ehgatten
| Lage                   | Objekt      | Beschreibung                                                                 | Akten-Nr.     | Bild           |
| ---------------------- | ----------- | ---------------------------------------------------------------------------- | ------------- | -------------- |
| In Ehgatten (Standort) | Ortskapelle | Rechteckbau mit halbrundem Schluss, umlaufendem Gesims und Satteldach, 1878. | D-7-72-216-13 | weitere Bilder |

### Reutern
| Lage                                      | Objekt                               | Beschreibung | Akten-Nr.     | Bild           |
| ----------------------------------------- | ------------------------------------ | --- | ------------- | -------------- |
| Buchmahd, südöstlich des Ortes (Standort) | Wegkapelle                           | Rechteckbau mit stichbogigem Schluss, Satteldach, Giebelaufsatz und Lourdesgrotte, Mitte 19. Jahrhundert.                                                             | D-7-72-216-17 | weitere Bilder |
| Nähe Ludwig-Rif-Straße (Standort)         | Katholische Pfarrkirche St. Leonhard | Saalbau mit eingezogenem Chor und südlichem Turm mit Zwiebelhaube, barocker Neubau, wohl von Balthasar Suiter, 1724, 1901/02 Erweiterung nach Westen; mit Ausstattung | D-7-72-216-14 | weitere Bilder |

## Ehemalige Baudenkmäler
In diesem Abschnitt sind Objekte aufgeführt, die früher einmal in der Denkmalliste eingetragen waren, jetzt aber nicht mehr. Objekte, die in anderem Zusammenhang also z. B. als Teil eines Baudenkmals weiter eingetragen sind, sollen hier nicht aufgeführt werden. Aktennummern in diesem Abschnitt sind ehemalige, jetzt nicht mehr gültige Aktennummern.
| Lage                             | Objekt                                            | Beschreibung                                                                            | Akten-Nr.    | Bild                                              |
| -------------------------------- | ------------------------------------------------- | --------------------------------------------------------------------------------------- | ------------ | ------------------------------------------------- |
| Welden Fuggerstraße 1 (Standort) | Gasthaus Hirsch                                   | hinter der modernen westlichen Giebelmauer Fachwerkgiebel der 1. Hälfte 18. Jahrhundert | D-7-72-216-2 | Gasthaus Hirsch                                   |
| Welden Schloßhof 2, 3 (Standort) | Ehemaliges Beständerhaus mit ehemaligem Gefängnis | Stallung und Zehentstadel, im Kern 18. Jahrhundert                                      | D-7-72-216-4 | Ehemaliges Beständerhaus mit ehemaligem Gefängnis |